# 6-й корпус резервной кавалерии (Великая армия)
6-й корпус резервной кавалерии Великой Армии (фр. 6e corps de réserve de cavalerie de la Grande Armée) — оперативно-тактическое объединение армии Наполеона. Образован 9 февраля 1814 года. Корпус был сформирован путем объединения недавно прибывшей дивизии драгун с испанского фронта, второй дивизии "дракон" и дивизии легкой кавалерии, состоящей из гусар и егерей-кавалеристов. Последние две дивизии включали подразделения бывшего 3-го кавалерийского корпуса. Командиром корпуса был назначен генерал Франсуа Этьен де Келлерман

### Боевой путь корпуса
В феврале 1814 года 6-й кавалерийский корпус отличился в бою у Мормана (17 февраля), отбив у противника 11 орудий и захватив 20 тысяч пленных.

## Состав корпуса
На 19 февраля 1814 года:
- 4-я дивизия лёгкой кавалерии (дивизионный генерал Шарль-Клод Жакино)
- 5-я дивизия тяжёлой кавалерии (дивизионный генерал Шарль Трейяр)
- 6-я дивизия тяжёлой кавалерии (дивизионный генерал Николя Руссель д’Юрбаль)

## Командование корпуса

### Командующие корпусом
- дивизионный генерал Франсуа-Этьен Келлерман (19 февраля 1814 – 12 мая 1814)

### Начальники штаба корпуса
- полковник штаба Шарль Батай де Танкарвиль (15 февраля 1814 – 12 мая 1814)